# Els búfals de Durham
Els búfals de Durham (títol original: Bull Durham) és una pel·lícula estatunidenca dirigida per Ron Shelton, estrenada l'any 1988. Ha estat doblada al català

## Argument
Receptor d'experiència, Crash Davis és reclutat per l'equip de la lliga menor dels Durham Bulls per ajudar a l'eclosió del jove lanceur Ebby Calvin "Nuke" LaLoosh. Animadora del club, Annie Savoy agafa igualment el jove LaLoosh sota la seva protecció provocant la gelosia de Davis.

## Repartiment
- Kevin Costner: Crash Davis
- Susan Sarandon: Annie Savoy
- Tim Robbins: Ebby Calvin 'Nuke' LaLoosh
- Trey Wilson: Joe Riggins
- Robert Wuhl: Larry Hockett
- William O'Leary: Jimmy

## Al voltant de la pel·lícula
- La pel·lícula va recaptar més de 50 milions de dòlars als Estats Units per un pressupost estimat de 9 milions.
- L'AFI ha classificat Els búfals de Durham al cinquè lloc de les millors pel·lícules d'esport de tots els temps.
- En el rodatge d'aquesta pel·lícula Susan Sarandon va conèixer Tim Robbins que serà el seu marit durant 20 anys.

## Premis i nominacions
- 1988: Nominada a l'Oscar al millor guió original
- 1988: Cercle de Crítics de Nova York: Millor guió